# Samson
Samson — британская хард-рок-группа, одна из ярких представителей новой волны британского хеви-метала. Основана в 1977 году гитаристом и вокалистом Полом Самсоном. Наиболее известна своими первыми тремя альбомами, в записи которых принимали участие барабанщик Барри Грэм по прозвищу Та́ндерстик (англ. Thunderstick, в пер. букв. «громовая дубина»), прославившийся тем, что всегда носил на сцене кожаную маску и выступал запертым в металлической клетке, и будущий вокалист Iron Maiden Брюс Дикинсон. После ухода этих участников популярность коллектива значительно снизилась. Окончательно группа распалась после смерти Пола Самсона от рака в августе 2002 года.

## История коллектива
История коллектива неразрывно связана с его основателем, идейным вдохновителем, автором музыки и большинства аранжировок композиций группы Полом Самсоном. Пол Самсон родился в Англии в 1953 году и начал свою музыкальную карьеру в 16 лет. Его первым коллективом стала малоизвестная группа Innocence. В этой и в следующей группе под названием Kelly Пол был исключительно гитаристом. После смены целого ряда коллективов-однодневок Пол Самсон присоединился к группе McCoy. Первыми участниками коллектива были барабанщик Роджер Хант (англ. Roger Hunt) и басист Джон МакКой (англ. John McCoy).
В скором времени состав претерпел изменения: Маккой ушел, чтобы присоединиться к Gillan, а затем к Atomic Rooster, и летом 1977 года его заменил звукорежиссер группы и близкий друг Пола Самсона Крис Эйлмер (англ. Chris Aylmer). Именно Эйлмер порекомендовал молодого барабанщика Клайва Барра (англ. Clive Burr), с которым он ранее играл в группе Maya, а заодно и предложил сменить название на Samson, поскольку многие владельцы клубов, где они уже однажды выступали, не хотели видеть их во второй раз. Сменив имя, группа получила возможность ещё раз выступить в тех же самых клубах и исполнить те же песни.
Первый концерт коллектива состоялся 2 сентября 1977 года. С той поры группа гастролировала в самых разных местах, начиная с выступлений в мелких пабах и заканчивая большим шоу на военно-морской базе в Италии. За полтора года гастрольных туров группа отыграла более 200 концертов.
Их первый сингл под названием «Telephone» вышел в сентябре 1978 года и разошёлся хорошим тиражом. В октябре 1978 года к группе присоединился вокалист Марк Ньюман, но после шести концертов Пол Самсон снова решил петь сам, и они вернулись к составу из трех человек. Окрылённая хорошими продажами, независимая компания Lightning Records, выпустившая первый сингл группы, выпускает второй — «Mr Rock & Roll». За полтора месяца было продано около двух тысяч копий сингла.
В конце 1978 года Барр ушел, чтобы позже присоединиться к Iron Maiden. Группе пришлось прослушать более 60 барабанщиков, прежде чем они остановили свой выбор на Барри Тандерстике Грэме. Вскоре группе предложили контракт на запись, но Эйлмер не согласился в ней участвовать. Тогда Пол Самсон и Барри Грэм решили, что, поскольку Джон Маккой и так был соавтором большей части материала, они попросят его сыграть на альбоме. Альбом был записан для выпуска на Lazer Records и получил название Survivors.
Запись получила положительные отзывы в музыкальных еженедельниках Sounds и Record Mirror. А после выступлений на разогреве у группы Gillan в 1979 году состоялось первое турне Samson в качестве хэдлайнера с завершающим концертом в зале Hammersmith Odeon.
В конце 1979 года к группе присоединился Брюс Дикинсон. Поскольку на концертах ему приходилось исполнять песни из Survivors, которые не были рассчитаны на его вокальный диапазон, группа перезаписала с Дикинсоном пять песен из альбома. Однако официально в продажу эти версии поступили лишь в 1990 году в виде бонус-треков к переизданию Survivors на Repertoire Records.
Во время своего пребывания в Samson Дикинсон был, как ни странно, представлен на альбомах как Брюс Брюс. Это прозвище (взятое из эпизода «Монти Пайтон» про австралийских философов) ему навязало их руководство: все чеки выписывались на «Брюса Брюса», из-за чего Дикинсон сталкивался с огромными трудностями при их обналичивании. 
Второй альбом группы, Head On, был выпущен в июле 1980 года и достиг 34-го места в UK Albums Chart. Тур в поддержку альбома был полон противоречий и юридических споров из-за проблем, постоянно возникавших у Samson с менеджментом. Их вечно отправляли  играть на разогреве в самых неудобных местах, постоянно случались накладки. В конце концов дело дошло до суда, из-за чего группа не могла давать концерты и получать деньги. Впоследствии, когда юридические вопросы будут наконец урегулированы и группа уйдет от менеджмента в 1981 году, они обнаружат, что их звукозаписывающая компания обанкротилась.
В 1980 году Samson получает историческое приглашение выступить в популярном шоу Нила Кея в концертной программе Bandwagon. Нил Кей ставил перед собой задачу популяризировать течение Новой волны британского хэви-метала, к которой принадлежали и Samson. В этой программе группа впервые появилась перед большой аудиторией на одной сцене вместе с уже широко известными публике Iron Maiden и Angel Witch. Выступление на телевидении и гастрольный тур стали отправной точкой в истории Samson.
К октябрю 1980 года были готовы десять новых песен, и Samson отправились в студию, чтобы записать свой третий альбом, Shock Tactics. Во время тура в поддержку Shock Tactics Барри Грэм ушел из группы и был заменен Мелом Гейнором, чернокожим фанк-рок-барабанщиком, который пробыл в Samson совсем недолго, а позже оказался в Simple Minds. «Убрав Тандерстика из уравнения и заменив его на Мэла, группа лишилась азарта, — вспоминал Дикинсон. — Мэл — феноменальный барабанщик. Он все играл идеально. Всегда вовремя, без ошибок, но исчез драйв. Поэтому мне стало скучно. Когда ты сцене размышляешь о списке покупок — это нехорошо. Но я понял, что именно этого и добивался Пол. Ему хотелось быть чем-то вроде ZZ Top. Он хотел, чтобы группа стала более блюзовой и гитаро-ориентированной». 
Последнее выступление Дикинсона с Samson состоялось 12 сентября 1981 года на фестивале в Рединге, которое было записано BBC и выпущено в 1990 году в виде концертного альбома Live at Reading '81. На фестивале Брюс встретился со Стивом Харрисом и менеджером Iron Maiden Родом Смоллвудом, в конце сентября 1981 года прошёл прослушивание и был немедленно принят в Iron Maiden.
После ухода Дикинсона в качестве фронтмена группы был нанят бывший вокалист Hackensack и Tiger Ники Мур, место барабанщика занял Пит Джапп (англ. Pete Jupp). Samson подписал контракт с Polydor Records на выпуск трех альбомов. Первым релизом Samson с Муром стал EP Losing My Grip в 1982 году. Заглавный трек, а также «Pyramid to the Stars» изначально были записаны с Дикинсоном, но эти версии впервые появились только на переиздании Shock Tactics в 2001 году. 
Следующими двумя дисками с Муром стали Before the Storm (1982) и Don't Get Mad, Get Even (1984). Альбомы получили достойные отзывы критиков, которые отмечали, что с уходом Дикинсона группа сменила свой стиль на менее взрывной, но более естественно звучащий хард-рок.
В мае 1984 года группа распалась, и Пол Самсон начал сольную карьеру. В 1987 году Samson воссоединились и выступали до 1990 года, претерпев несколько изменений в составе и выпустив альбом Refugee (1990).
Летом 1999 года Самсон воссоединился с Эйлмером и Тандерстиком для серии юбилейных концертов. Изначально планировалось, что в реюнионе примет участие и вокалист Брюс Дикинсон, однако в конечном итоге Samson остались в формате трио. В 2000 году для участия в серии концертов в группу вернулся Ники Мур. В следующем году Самсон и Мур начали работу над новым студийным альбомом под предварительным названием Brand New Day, добавив новых участников: басиста Яна Эллиса и барабанщика Билли Флеминга. Однако, прежде чем альбом был закончен, 9 августа 2002 года Пол Самсон умер от рака.
После смерти Самсона продюсер Джон Маккой продолжил работу над записями , выпустив их в 2006 году как сольный альбом Пола Самсона под названием P.S..
Бас-гитарист Крис Эйлмер умер 9 января 2007 года в возрасте 59 лет от рака горла. Вокалист Ники Мур умер 3 августа 2022 года после продолжительной борьбы с болезнью Паркинсона.

## Дискография
| Studio albums - Survivors (1979) - Head On (1980) - Shock Tactics (1981) - Before the Storm (1982) - Don’t Get Mad, Get Even (1984) - Head Tactics (1986) - Joint Forces (1986) (Paul Samson solo record issued as Samson) - Refugee (1990) - Samson (1993) Live albums - Thank You and Goodnight (1985) - Live at Reading '81 (1990) - Metal Crusade '99 (1999 — featuring four bands including Samson) - Live in London 2000 (2001) | Compilations - Last Rites (1984) - 1988 (1988) - Pillars of Rock (1990) - Burning Emotion: The Best of Samson (1985—1990) (1995) - The BBC Sessions (1997) - The Masters (1998) - Past, Present, and Future (1999) - There and Back (2001) - Riding with the Angels: The Anthology (2002) - Tomorrow and Yesterday (2006) EPs - Mr. Rock 'N' Roll (1984) - And There It Is (1988) Videos - Biceps of Steel (1980) |

## Составы
- 1978 Paul Samson, Chris Aylmer, Clive Burr
- 1979 Paul Samson, John McCoy, Thunderstick (Barry Graham)
- 1980 Paul Samson, Chris Aylmer, Thunderstick (Barry Graham), Bruce Bruce (Bruce Dickinson)
- 1981 Paul Samson, Chris Aylmer, Mel Gaynor, Bruce Bruce (Bruce Dickinson)
- 1982 Paul Samson, Chris Aylmer, Pete Jupp, Nicky Moore
- 1984 Paul Samson, Mervyn Goldsworthy, Pete Jupp, Nicky Moore, Dave Colwell
- 1988 Paul Samson, Dave Boyce, Toby Sadler, Charlie Mack, Mick White
- 1990 Paul Samson, Peter Scallan, Toby Sadler, Charlie Mack
- 1993 Paul Samson, Chris Aylmer, Tony Tuohy
- 2000 Paul Samson, Chris Aylmer, Thunderstick (Barry Graham), Nicky Moore